# Kuwasawa Yōko

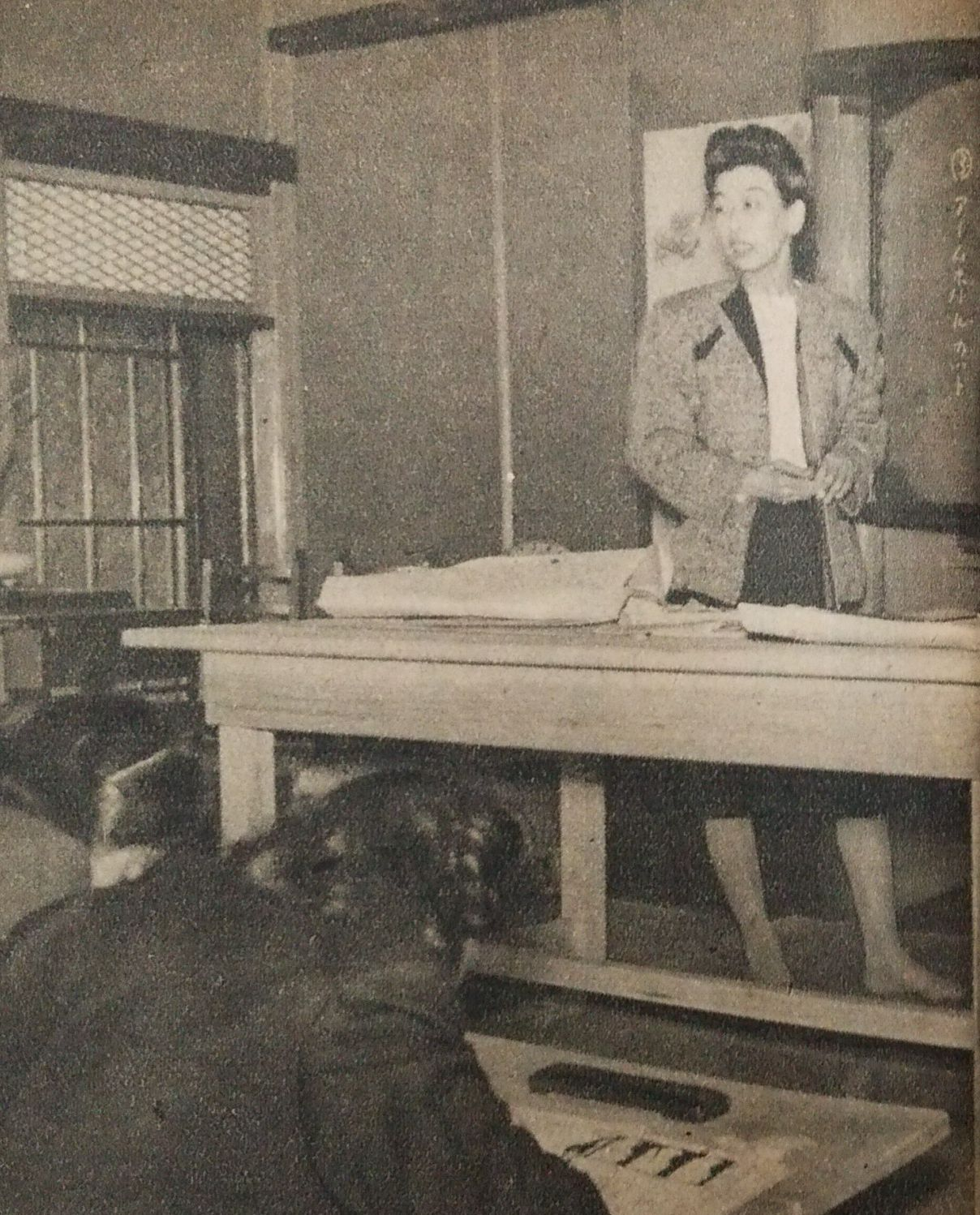
Kuwasawa Yoko, 1948

Kuwasawa Yōko (japanisch 桑沢洋子, auch Kuwazawa Yōko; geboren am 7. November 1910 in Tokio; gestorben am 12. April 1977) war eine japanische Designerin, Modeschöpferin, Journalistin und Pädagogin. Sie gründete zwei bekannte Designhochschulen.

## Leben und Werk
Kuwasawa wurde im Tokioter Stadtbezirk Kanda-ku als Tochter eines Kleidergroßhändlers geboren und studierte ab 1928 westliche Malerei an der Joshibi University of Art and Design (früher Women’s College of Art). Ihren Abschluss machte sie 1932. Im folgenden Jahr besuchte sie die New Academy of Architecture and Crafts, wo sie Designjournalismus in den Bereichen Architektur, Innenarchitektur und Mode studierte. Im Rahmen des Studiums lernte sie das Bauhaus kennen und wurde von der Bauhauslehre stark beeinflusst. 1932 war sie an der Redaktion der Zeitschrift Jutaku („Wohnen“) beteiligt. Beginnend in den 1930er Jahren schrieb sie über Modedesign für Zeitschriften wie Fujin Gaho. Im Jahr 1942 gründete sie das Kuwasawa Clothing Studio für Modedesign in Ginza, Tokio. Es wurde im Zweiten Weltkrieg jedoch durch einen Luftangriff zerstört. Sie hielt Vorlesungen an Universitäten und dehnte ihre Aktivitäten mit der „Kleidersprechstunde“ für Leserinnen und Leser und Schneiderkursen im westlichen Stil in ländlichen Gegenden auch auf den allgemeinen Bildungsbereich aus.
Sie setzte sich für industrielles und funktionales Design in der Mode ein. In der Überzeugung, dass eine umfassende Grund- und Fachausbildung im Bereich Design wichtig ist, gründete sie 1954 das Kuwasawa Design Institute (heute Kuwasawa Design School, KDS). Die Kontakte aus der Zeit als Redakteurin nutzte Kuwasawa, um führende Personen für den Lehrkörper zu gewinnen. 1954 bis 1958 war Hamaguchi Miho Dozentin am Kuwasawa Design Institute. Schon 1954 besuchte Walter Gropius die Schule, die sich zu einem Zentrum der Bildung im Sinne des Bauhauses entwickelte. Kuwasawa war am Design der Uniformen für die Olympischen Sommerspiele in Tokio 1964 beteiligt. 1966 gründete Kuwasawa die Tokyo Zokei University in Hachiōji als Bildungseinrichtung, die Design und bildende Kunst verknüpfte. Beiden Hochschulen stand sie als Präsidentin vor.
Kuwasawa Yōko war eine Pionierin, die sich selbst als „Designerin von Alltagskleidung“ bezeichnete und sich für tragbares Modedesign einsetzte.

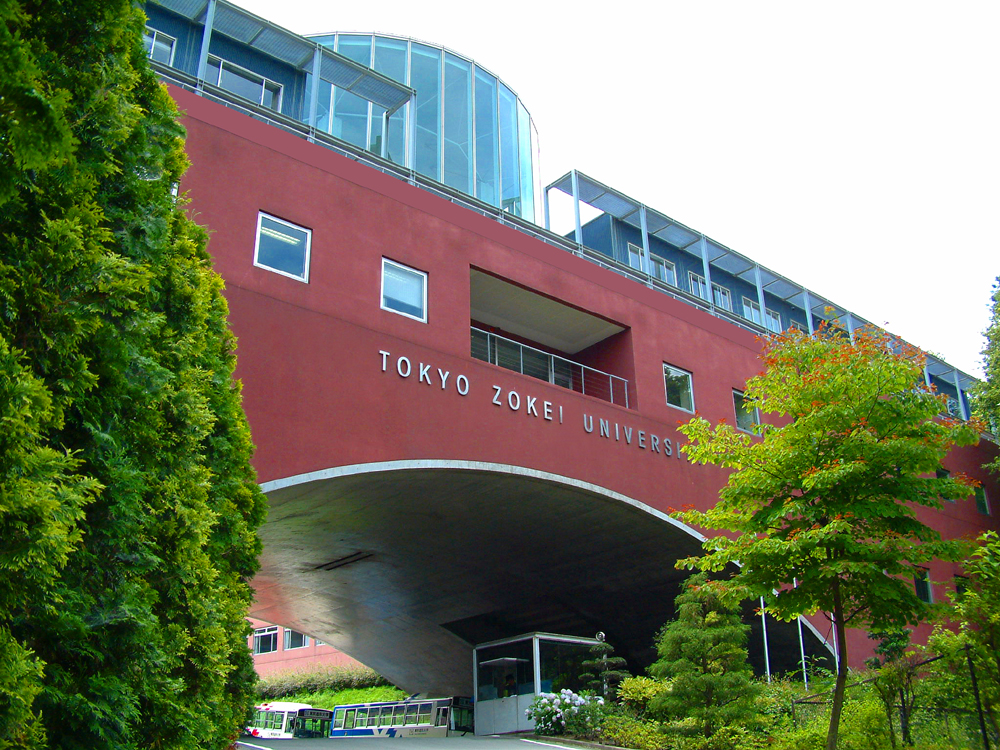
Tokyo Zokei University
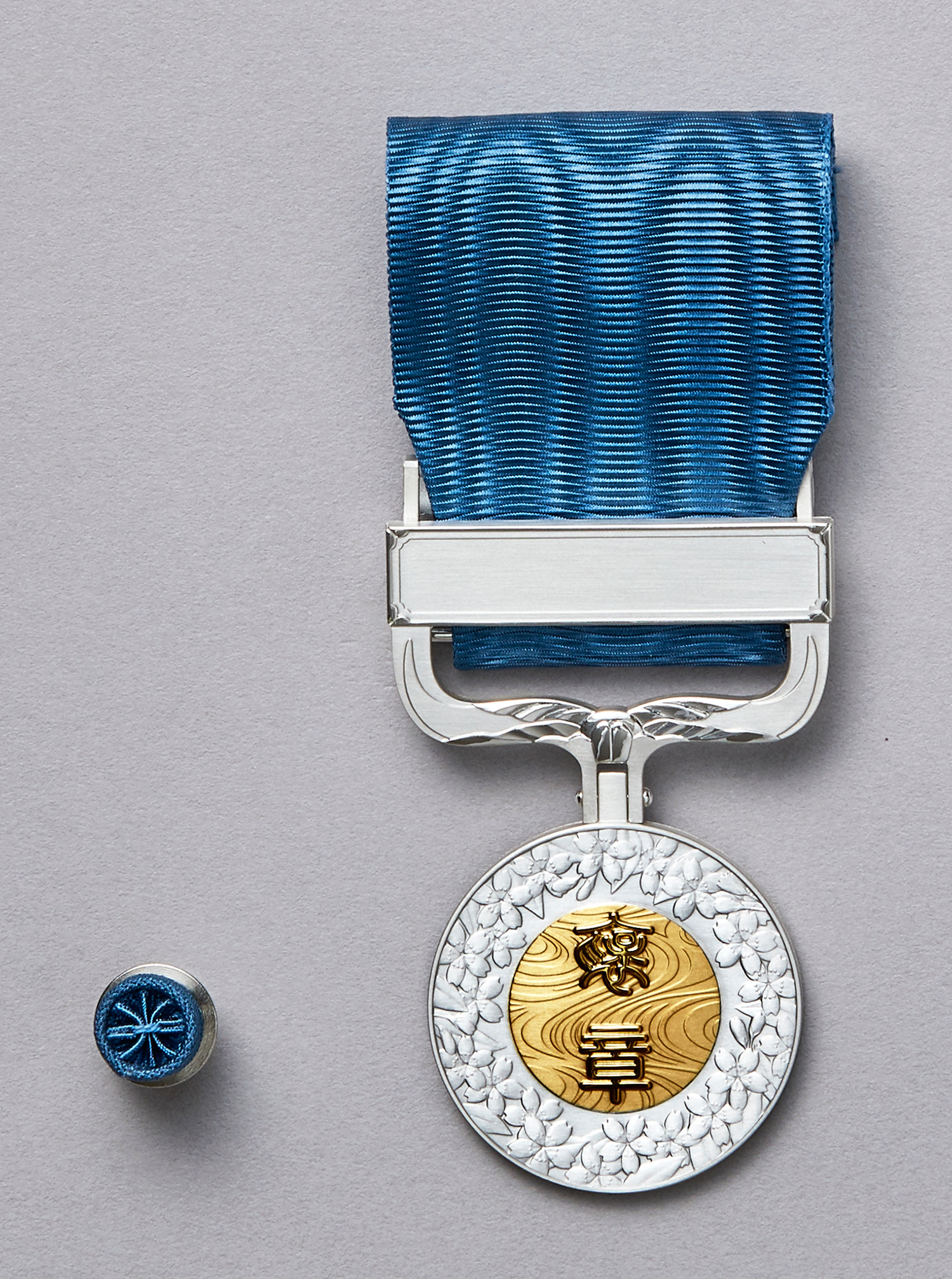
Medaille mit blauem Band

## Schriften (Auswahl)
- Kuwazawa Yōko: Gendai no akusesari (現代のアクセサリー; Moderne Accessoires), Kawade Shobo, 1956. (japanisch)
- Kuwazawa yōko zuihitsushū: Ikō (桑沢洋子随筆集 : 遺稿; Die Aufsätze von Yoko Kuwasawa: Manuskripte), Kuwazawa Gakuen, Hachiōji, 1979. (japanisch)
- Kuwazawa Yōko: Fudangi no dezainā (ふだん着のデザイナー; Design der Alltagskleidung), Horupu Sōrengō, Tōkyō, 1980. (japanisch)

## Ausstellungen (Auswahl)
- 2010 Ausstellung „SO+ZO“ mit rund 3.000 Werken von 121 Absolventen der beiden von Yoko Kuwasawa gegründeten Schulen anlässlich ihres 100. Geburtstages, Institut in Harajuku, Tokio, sowie im Bunkamura The Museum in Shibuya, Tokio[3]
- 2018 bauhaus imaginista, National Museum of Modern Art in Kyoto

## Auszeichnungen
- 1958 FEC-Preis[7]
- 1973 Medaille mit blauem Band (藍綬褒章)[7] für ihren langjährigen Einsatz für die Bildung